# Аерофлот опен
Аерофлот Опен — щорічний шаховий фестиваль, що проходить у Москві. Фестиваль складається з трьох турнірів: A (для шахістів, чий рейтинг ≥ 2550 пунктів Ело), B (для шахістів з рейтингом 2230 — 2549), C (для шахістів, чий рейтинг ≤ 2329). Чоловіки та жінки можуть брати участь на рівних умовах. Турніри проходять за швейцарською системою та складаються з 9 турів. Спонсор фестивалю  — авіалінії Аерофлот. Переможець турніру А отримує право грати на турнірі в Дортмунді. 2013 року замість традиційного формату проходив загальний турнір з контролем часу бліц і рапід , а 2014-го взагалі не проводився . Наприкінці 2014 року організатори оголосили, що 2015 року відновлюють турнір в традиційному форматі. Як вони і обіцяли турнір проходив від 27 березня до 7 квітня в Москві в готелі Космос .

## Переможці
| #  | Рік  | Переможці | Очки |
| -- | ---- | --- | ---- |
| 1  | 2002 | Григорій Кайданов (США) Олександр Грищук (Росія) Олексій Александров (Білорусь) Олександр Шабалов (США) Вадим Мілов (Швейцарія)  | 6½   |
| 2  | 2003 | Віорел Бологан (Молдова) Олексій Александров (Білорусь) Олексій Федоров (Білорусь) Петро Свідлер (Росія)                         | 7    |
| 3  | 2004 | Сергій Рублевський (Росія) Рафаель Ваганян (Вірменія) Валерій Філіппов (Росія)                                                   | 7    |
| 4  | 2005 | Еміль Сутовський (Ізраїль) Андрій Харлов (Росія) Василь Іванчук (Україна) Олександр Мотильов (Росія) Володимир Акопян (Вірменія) | 6½   |
| 5  | 2006 | Баадур Джобава (Грузія) Віорел Бологан (Молдова) Крішнан Сашикіран (Індія) Шахріяр Мамедьяров (Азербайджан)                      | 6½   |
| 6  | 2007 | Євген Алексєєв (Росія) | 7    |
| 7  | 2008 | Ян Непомнящий (Росія) | 7    |
| 8  | 2009 | Етьєн Бакро (Франція) Олександр Моїсеєнко (Україна)                                                                              | 6½   |
| 9  | 2010 | Ле Куанг Льєм (В'єтнам) | 7    |
| 10 | 2011 | Ле Куанг Льєм (В'єтнам) Микита Вітюгов (Росія) Євген Томашевський (Росія)                                                        | 6½   |
| 11 | 2012 | Матеуш Бартель (Польща) Антон Коробов (Україна) Павло Ельянов (Україна)                                                          | 6½   |
| 12 | 2015 | Ян Непомнящий (Росія) Даніїл Дубов (Росія)                                                                                       | 7    |
| 13 | 2016 | Євген Наєр (Росія) Борис Гельфанд (Ізраїль)                                                                                      | 6½   |
| 14 | 2017 | Володимир Федосєєв (Росія) | 7    |
| 15 | 2018 | Владислав Ковальов (Білорусь) | 7    |
| 16 | 2019 | Кайдо Кюлаотс (Естонія) | 7    |
| 17 | 2020 | Айдин Сулейманли (Азербайджан)                                                                                                   | 6½   |